# Forma bilineal no degenerada
En matemáticas, específicamente en álgebra lineal, una forma bilineal no-degenerada  f (x, y ) en un espacio vectorial V es una forma bilineal tal que la aplicación de V a V∗ (el espacio dual de V ) dada por  v ↦ (x ↦ f (x,  v )) es un isomorfismo. Una definición equivalente cuando V es finita-dimensional es que tiene un núcleo trivial: no existe alguna x distinta de cero en V tal que

{\displaystyle \not \exists x:f(x,y)=0\,} para todos los {\displaystyle \,y\in V.}

Una forma bilineal que no sea no-degenerada, se llama forma bilineal degenerada.

## Introducción
Una forma no degenerada o no nsingular es una forma bilineal que no es degenerada, lo que significa que {\displaystyle v\mapsto (x\mapsto f(x,v))} es un isomorfismo, o equivalentemente en dimensiones finitas, si y solo si
{\displaystyle f(x,y)=0} para todos los {\displaystyle y\in V} implica que {\displaystyle x=0}.
Los ejemplos más importantes de formas no degeneradas son producto internos y forma simplécticas. Las formas simétricas no degeneradas son generalizaciones importantes de los productos internos, ya que a menudo todo lo que se requiere es que el mapa {\displaystyle V\to V^{*}} ser un isomorfismo, no positividad. Por ejemplo, una variedad diferenciable con una estructura de producto interna en su espacio tangentes es una variedad riemanniana, mientras que relajando esto a una forma simétrica no degenerada produce una variedad pseudo-riemanniana.

## Uso del determinante
Si V es finito-dimensional entonces, en relación con alguna bases para V, una forma bilineal se degenera si y solo si el determinante de la matriz asociada es cero – si y solo si la matriz es singular, y en consecuencia las formas degeneradas también se llaman formas singulares. Del mismo modo, una forma no degenerada es aquella para la cual la matriz asociada es no singular, y en consecuencia las formas no degeneradas también se denominan "formas no singulares". Estas declaraciones son independientes de la base elegida.

## Nociones relacionadas
Si para una forma cuadrática Q hay un vector distinto de cero v ∈ V tal que Q(v) = 0, entonces Q es una forma cuadrática isotrópica. Si Q tiene el mismo signo para todos los vectores distintos de cero, es una forma cuadrática con signo definido o una forma cuadrática anisotrópica.
Existe la noción estrechamente relacionada de una forma unimodular y un emparejamiento perfecto; estos están de acuerdo sobre campos pero no sobre anillos generales.

## Ejemplos
Los ejemplos más importantes de formas no degeneradas son los productos internos y las formas simplécticas. Las formas simétricas no degeneradas son generalizaciones importantes de los productos internos, ya que a menudo todo lo que se requiere es que el mapa {\displaystyle V\to V^{*}} ser un isomorfismo, no positividad. Por ejemplo, una variedad con una estructura de producto interna en sus espacios tangentes es una variedad riemanniana, mientras que relajarla a una forma simétrica no degenerada produce una variedad pseudoriemanniana.

## En dimensión infinita
Nótese que en un espacio de dimensión infinita, podemos tener una forma bilineal ƒ para la cual {\displaystyle v\mapsto (x\mapsto f(x,v))} es inyectiva pero no surjetiva.  Por ejemplo, en el espacio de función continuas en un intervalo acotado cerrado, la forma
{\displaystyle f(\phi ,\psi )=\int \psi (x)\phi (x)\,dx}
no es sobreyectivo: por ejemplo, el dirac delta funcional está en el espacio dual pero no de la forma requerida.  Por otro lado, esta forma bilineal satisface
{\displaystyle f(\phi ,\psi )=0} para todos los {\displaystyle \phi } implica que {\displaystyle \psi =0.\,}
En tal caso en el que ƒ satisface la inyectividad (pero no necesariamente la sobreyección), se dice que ƒ es "débilmente no degenerado".

## Terminología
Si f desaparece idénticamente en todos los vectores, se dice que es  totalmente degenerado. Dada cualquier forma bilineal f en V el conjunto de vectores
{\displaystyle \{x\in V\mid f(x,y)=0{\mbox{ for all }}y\in V\}}
forma un subespacio totalmente degenerado de V. El mapa f no es degenerado si y sólo si este subespacio es trivial.
Geométricamente, una línea isotrópica de la forma cuadrática corresponde a un punto de la hipersuperficie cuadrada asociada en espacio proyectivo. Dicha línea es adicionalmente isotrópica para la forma bilineal si y sólo si el punto correspondiente es una singularidad. Por lo tanto, sobre un campo algebraicamente cerrado, Nullstellensatz de Hilbert garantiza que la forma cuadrática siempre tiene líneas isotrópicas, mientras que la forma bilineal las tiene si y solo si la superficie es singular.